# I División de Ejército (Chile)
La I División de Ejército es una unidad del Ejército de Chile con sede en Antofagasta y dependiente del Comando de Operaciones Terrestres. Su jurisdicción geográfica comprende las regiones de Antofagasta y Atacama.

## Historia
El general José Miguel Carrera, mediante decreto, crea la I División el 16 de abril de 1813; dejándola bajo el mando de su hermano, el coronel Luis Carrera.
Ha participado en todos los conflictos armados de Chile, destacándose en las batallas de Rancagua, Chacabuco, Maipú, Yungay y Arica. Estando bajo el mando de Patricio Lynch, la división forma parte de la Expedición Lynch, creada para imponer tributos a haciendas azucareras al norte de Lima.
En 1929 es asentada en Antofagasta, ciudad en la que permanece hasta la actualidad.
El 6 de noviembre de 2014, la I División de Ejército compartió una ascensión con la V Brigada de Montaña del Ejército Argentino. Se trató de un hecho sin precedentes que buscaba fomentar la amistad entre las dos naciones. Se hizo cima en el cerro Zapaleri (5650 m s. n. m.), el cual constituye un punto trifinio entre la Argentina, Bolivia y Chile.

## Organización
Esta división está compuesta por las siguientes unidades:
- - 3.ª Brigada Acorazada "La Concepción" en Antofagasta.
    - Batallón de Infantería Blindada N.º 7 "Esmeralda" (ex-Regimiento 7.º de Línea "Esmeralda")
    - Compañía de Ingenieros Mecanizada N.º 10 "Pontoneros"
    - Grupo Blindado N.º 8 "Exploradores" (ex-Regimiento de Caballería Blindada N.º 8 "Exploradores")
    - Grupo de Artillería Autopropulsada N.º 5 "Antofagasta" (ex-Regimiento de Artillería N.º 5 "Antofagasta")
    - Compañía de Telecomunicaciones N.º 7 "San Pedro de Atacama"
    - Pelotón de Exploración Blindado

  - Brigada Motorizada N.º 1 "Calama" en Calama. 
    - Batallón de Infantería Motorizado N.º 15 "Calama" (ex-Regimiento de Infantería N.º 15 "Calama")
    - Batallón de Ingenieros N.º 1 "Atacama" (ex-Regimiento de Ingenieros N.º 1 "Atacama")
    - Grupo de Artillería N.º 10 "Borgoño"
    - Unidad de Cuartel

  - Regimiento N.º 23 "Copiapó" en Copiapó.
    - Batallón de Infantería Motorizado N.º 23 "Atacama"
    - Compañía Logística
    - Compañía Antiblindaje

  - Regimiento Logístico Divisionario N.º 1 "Tocopilla" en Antofagasta.
    - Batallón de Telecomunicaciones N.º 1 "El Loa"

  - Batallón  Logistico y administrativo N.º 1 "Tocopilla"

## Himno
- Compositor: SOM Roberto Aguilar
- Letra: Andrés Sabella Gálvez; René Peri Fagerström

| I Por las arenas y camanchacas Bajo los soles del Capricornio Gallarda avanza mi división. II Somos los pumas de las montañas Lobos resueltos del litoral Los zorros bravos de los desiertos De hierro y cobre es mi división. Coro: Del brazo de la victoria Cubiertos vamos de honor Con su sangre escribió su historia La Primera División III En nuestros corvos viene la patria Un «¡Viva Chile!» fue nuestra bala El sol cubría mi tricolor. IV Rotos panudos quien nos ataja Quien borraría la tradición Junto a nosotros la gloria salta Embraveciendo a la división. |